# Vlatko Stefanovski
Vlatko Stefanovski (Prilep, 1957.) je makedonski kantautor i bivši gitarist sastava Leb i sol. Jedan je od najznačajnijih jazz rock gitarista jugoistočne Europe. Poznat je po kombinaciji ethno jazza, rock, jazz fusion i blues glazbe.
Rođen u Prilepu u Makedoniji počeo je svirati gitaru s 13 godina. S grupom "Leb i sol" od 1978. do 1991. snimio je 13 albuma. Stefanovski svira gitare poput Gibsona i Fendera. Trenutačno surađuje s Miroslavom Tadićem i sastavom VS Trio, te pišući za film i kazalište.

## Diskografija

### Vlatko Stefanovski
1. Zodiac ( Bodan Arsovski - Third ear music -1990.)
2. Cowboys & Indians (1994.)
3. Sarajevo (1996.)
4. Gypsy Magic (1997.)
5. Krushevo (Miroslav Tadić - MA recordings - 1998.)
6. V. S. Trio (1998.)
7. Live in Belgrade (Miroslav Tadić - Third ear music - 2000.)
8. Journey to the Sun (IFR - Kalan -2000.)
9. Kino Kultura (2001.)
10. Kula od karti (2003.)
11. Treta majka (Miroslav Tadić 2004.)
12. Thunder From The Blue Sky (Jan Akkerman 2008.)
13. Seir (2014.)
14. Mother tongue (2017.)
15. Taftalidže shuffle (2020.)

### Filmska glazba
1. Šmeker (Zoran Amar, 1985.)
2. Za sreću je potrebno troje (Rajko Grlić, 1986.)
3. Zaboravljeni (Darko Bajić, 1989.)
4. Klopka (Suada Kapić, 1990.)
5. Početni udarac (Darko Bajić, 1991.)
6. Suicide guide (Erbil Altanaj, 1996.)
7. Nebo gori modro (Jure Pervanje, 1996.)
8. Gipsy magic (Stole Popov, 1997.)
9. 3 summer days (Mirjana Vukomanović, 1997.)
10. Journey to the sun (Yesim Ustaoglu 1998.)
11. Skyhook (Ljubiša Samardžić, 2000.)
12. Serafin - svetionicarev sin (Vicko Ruić, 2002.)
13. Kad svane dan (When Day Breaks) 2012.

### Balet
1. Zodiac (Bodan Arsovski 1989.)
2. Vakuum (1996.)
3. Dabova šuma (1998.)

### Glazba za animirani film
1. Cirkus (Darko Markovic, 1979.)
2. Vjetar (Goce Vaskov, 1990.)

### Albumi sa sastavom Leb i sol
1. Leb i sol (PGP-RTB - 1978.)
2. Leb i sol 2 (PGP-RTB - 1978.)
3. Ručni rad (PGP-RTB - 1979.)
4. Beskonačno (PGP-RTB - 1981.)
5. Sledovanje (PGP-RTB - 1982.)
6. Akustična trauma (PGP-RTB - 1982.)
7. Kalabalak (Jugoton - 1983.)
8. Tangenta (Jugoton - 1984.)
9. Zvučni zid (Jugoton - 1986.)
10. Kao kakao (Jugoton - 1987.)
11. Putujemo (Jugoton - 1989.)
12. Live in New York (1991.)
13. Anthology (1995.)

## Vanjske poveznice
- Vlatko Stefanovski home page
- Vlatko Stefanovski: Until I Satisfy My Artistic Appetite - A short biography and an interview
- Treta Majka Review